# Chlorita krasheninnikovi
Chlorita krasheninnikovi är en insektsart som beskrevs av Aleksey A. Zachvatkin 1953. Chlorita krasheninnikovi ingår i släktet Chlorita och familjen dvärgstritar. Inga underarter finns listade i Catalogue of Life.